# Stazione di Catania Picanello
La stazione di Catania Picanello è una fermata ferroviaria della linea ferroviaria Messina-Siracusa. È posta in sotterraneo a sud della via Messina a poca distanza dal porticciolo di San Giovanni li Cuti, a Catania.

## Storia
La fermata è stata costruita in concomitanza con la costruzione del secondo binario del Passante ferroviario di Catania nell'ambito del progetto di istituzione di un servizio ferroviario metropolitano a Catania.
Venne attivata formalmente il 18 giugno 2017, ma non al servizio commerciale. L'apertura ufficiale è avvenuta il 21 dicembre 2018 .

## Strutture e impianti
La stazione è posta circa a metà della galleria di Ognina ed è interamente in sotterraneo; è priva di fabbricato viaggiatori ed è costituita da due marciapiedi della lunghezza complessiva di 157 metri. È dotata di due uscite, a nord sulla via Timoleone e a sud su un'area a verde pubblico con un parcheggio adiacente. La fermata dispone di ascensore, 10 scale mobili e un sistema di supervisione integrata per la gestione in sicurezza delle infrastrutture in galleria.